# Bernard Pretwicz

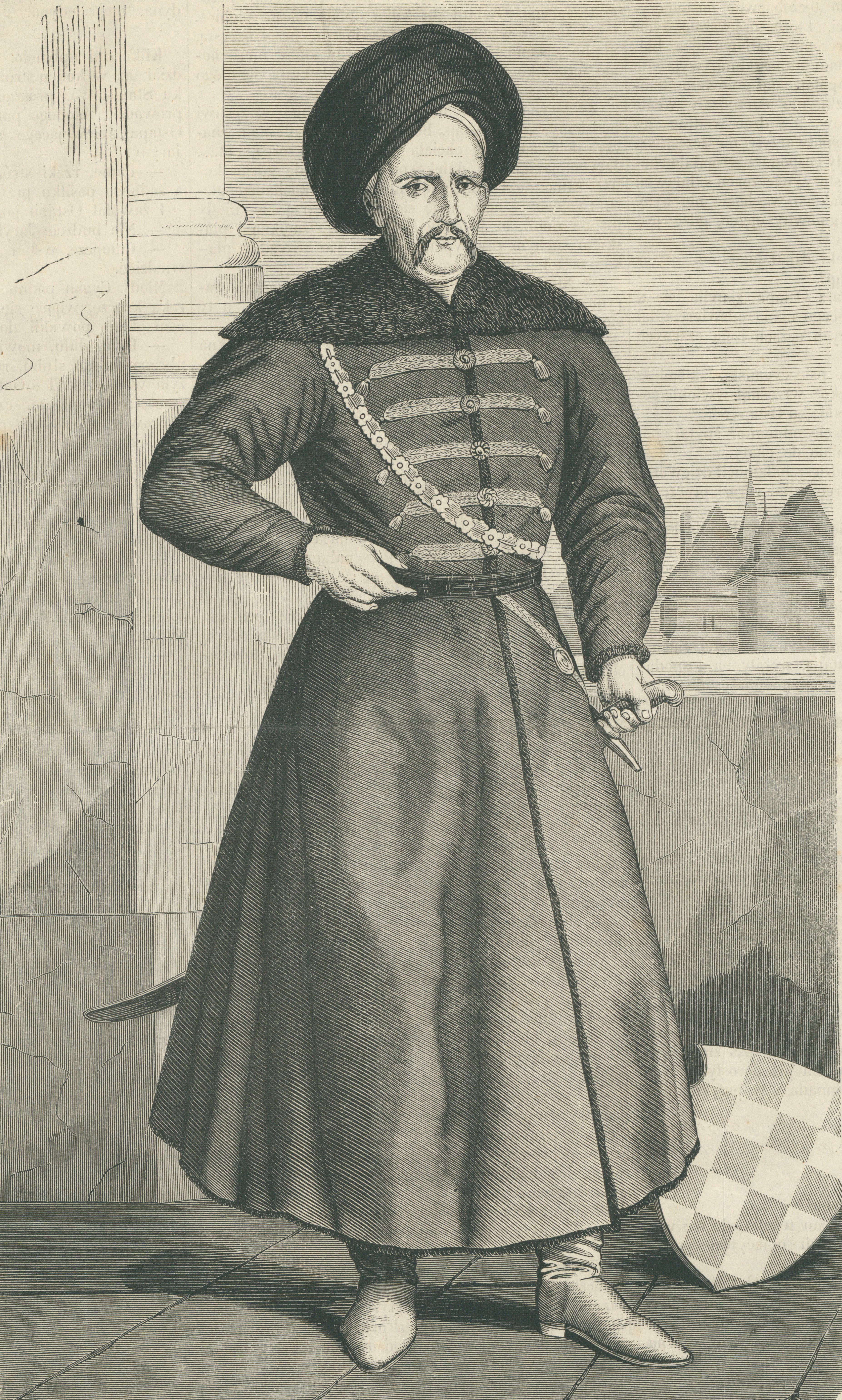
Bernard Pretwicz

Bernard Pretwicz herbu Wczele; niem. Bernhard von Prittwitz (warianty w źródłach: Bernard Pretficz, Bernard Pretwic, Bernardus Pretwitz, Prethwicz, lub Prettwicz; wśród heraldyków znany również jako Murus Podoliae, Pogromca Tatarów, Terror Tartarorum, ur. ok. 1500 na Śląsku, zm. 1563 w Trembowli) – śląski szlachcic w służbie króla Polski, rotmistrz jazdy obrony potocznej w latach 1535-1559, starosta ulanowski, barski (1540–1552) i trembowelski (1552–1561).

Herb Wczele

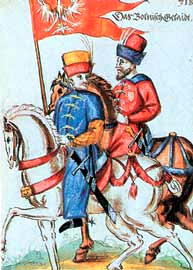
Polscy jeźdźcy z połowy XVI wieku

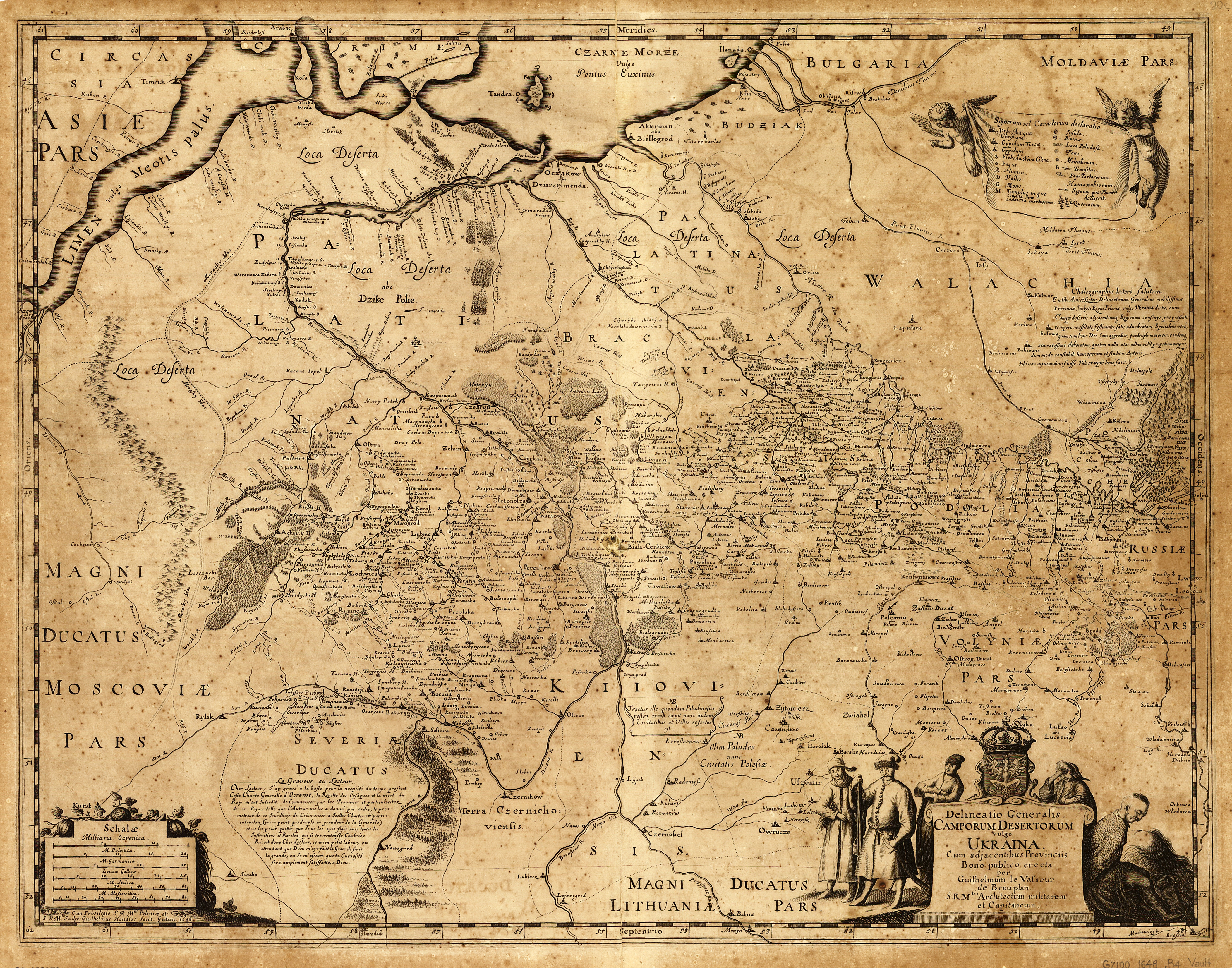
Delineatio Generalis Camporum Desertorum vulgo Ukraina. Cum adjacentibus Provinciis Mapa Wilhelma Beauplana z 1648 wykonana na zlecenie Władysława IV obejmująca województwa: kijowskie, bracławskie, czernihowskie, podolskie, wołyńskie i wschodnią część województwa ruskiego. Północ na dole mapy

Jeszcze za życia okrzyknięty polskim bohaterem narodowym w uznaniu zasług wojennych w obronie południowych granic Korony Królestwa Polskiego. Był jednym z najbardziej uzdolnionych wojskowych tamtej doby walczących z Tatarami Krymskimi i innymi ordami tatarskimi.

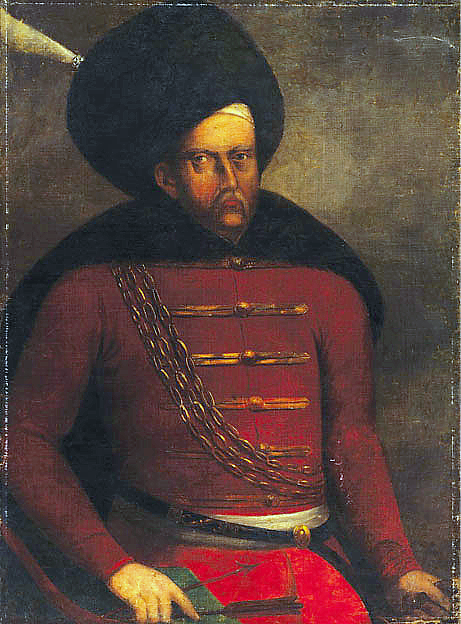
Bernard Pretwicz

Pretwicz był z pochodzenia spolonizowanym Niemcem, władał biegle w mowie i piśmie językiem niemieckim. W 1540 chciał go zwerbować, bezskutecznie, agent elektora saskiego J. Spigel. Wcześniej na sejmie śląskim w Głubczycach (5 grudnia 1526) Bernard Pretwicz, jako zaufany królowej Bony, przekonywał stany śląskie do połączenia się z Polską.

## Rodzina
Informacje o pierwszej żonie nie są znane. Z pierwszego małżeństwa miał syna Alberta. Jego drugą żoną była Barbara Zawadzka, z którą miał dwóch synów, zmarłego przedwcześnie Wojciecha, oraz Jakuba (1543–1613; został pochowany w Szarawce, gdzie jeszcze w poł. XIX w. istniało w miejscowym kościele poświęcone mu epitafium) przyszłego wojewodę podolskiego i posła na sejm województwa podolskiego. Mimo swej rozległej działalności politycznej i wojskowej, najchętniej przebywał w Szarawce, którą po spaleniu przez Tatarów w 1567 r. odbudował jego syn Jakub. W Szarawce, stanął również klasztor Dominikanów fundacji Pretwicza.

### Kariera wojskowa
Karierę rozpoczął w Krakowie jako dworzanin króla Zygmunta Starego, który wysyłał go jako posła na sejmiki, a później w zaufanych misjach m.in. do Pragi i na Śląsk.
W 1527 roku zaciągnął się do chorągwi Mikołaja Sieniawskiego pod dowództwem którego walczył m.in. w 1531 roku w bitwie pod Obertynem. Już w 1535 roku otrzymał własną rotę konną i od tego czasu zajmował się przez ćwierć wieku obroną południowych granic Rzeczypospolitej. W 1538 roku wziął udział w wyprawie hetmana Jana Tarnowskiego pod Chocim.
Podczas najazdu tatarskiego w 1540 dzięki zdolnościom taktycznym, nieopodal Winnicy na Podolu z niewielkim oddziałem obrony potocznej zdołał okrążyć nadciągające oddziały przeciwnika. W tym samym roku stał się celem zamachu, mającemu mu uniemożliwić złożenie zeznań w sprawie antykrólewskiego spisku Marcina Zborowskiego. Za wierną służbę w tym samym 1540 roku królowa Bona mianowała go starostą barskim na Podolu. Zamek w Barze wkrótce stał się bazą operacyjną wypraw przeciwko Tatarom, a Pretwicz zyskał wielką sławę jako ich pogromca, który zapędzał się za nimi w pościgach po brzegi Morza Czarnego gdzie ich ostatecznie gromił. Jego sława była tak duża, że do jego zamku w Barze ściągała szlachta nie tylko z Polski i Litwy ale i z zagranicy, przede wszystkim z krajów niemieckojęzycznych. W roku 1541, 1542 i 1549 Pretwicz przyszedł na pomoc Białogrodowi oraz Oczakowowi atakowanym w kolejnych latach przez siły mołdawskie, tatarskie i kozackie.
Zorganizował przynajmniej cztery wyprawy odwetowe przeciwko Tatarom docierając z Kozakami i chorągwiami obrony potocznej do Krymu i wybrzeży Morza Czarnego (np. w okolice Oczakowa w 1536, 1549 i 1552 roku). W 1550 roku przedstawił traktat dotyczący obrony Kresów przed Tatarami. W 1551 roku starosta miał do dyspozycji gotowych do akcji trzystu jeźdźców, z których wielu przesłużyło aktywnie na kresowych stanicach ponad 20 lat.
Pretwicz opracował i rozwijał stopniowo nowy system obrony, w zależności od zmieniającego się pola walki. Rozwinął sieć wywiadowców informujących o idących z terenu zagrożeniach. Dzięki jego pomysłowości południowe ziemie koronne Polski nie były zaskakiwane najazdami Tatarów. Wyszkolił i obsadził załogami zamki chroniące granice Polski przed Tatarami. Dzięki opracowanemu systemowi informacji o zagrożeniach skrócił się czas niezbędny do szybkiej reakcji w narażanych na niebezpieczeństwo miejscach, prowadząc przy tym działania zaczepne oddziałami obrony potocznej mające na celu dekoncentrację sił przeciwnika. W konsekwencji, jego system obrony i sposób walki znalazły powszechne uznanie. Dzięki wyszkoleniu miejscowych Kozaków, był przez nich uznawany za pierwszego nieformalnego przywódcę. Dzięki jego strategii oraz taktyce walk z najazdami tatarskim liczne miasteczka, miasta i zamki na Podolu znowu zaczęły się rozwijać. Będąc starostą barskim utrzymywał na Podolu dość liczne oddziały, przy czym część z nich osobiście finansował.
Jego działalność odwetowa spowodowała groźne napięcia na linii Kraków-Stambuł, w rezultacie zmuszony był napisać podaną poniżej we fragmencie Apologię do króla Zygmunta Augusta.

### Róg jednorożca
Około 1530 roku Pretwicz przesłał królowi Zygmuntowi Staremu róg ostatniego żyjącego jednorożca, którego miał osobiście upolować. Róg ten w 1540 roku król Zygmunt sprezentował Ferdynandowi I Habsburgowi, który na jego polecenie nadworny rzeźbiarz Silvester Lechner ozdobił rękojeścią, na której umieszczono okolicznościowy wiersz. W utworku tym jednorożec zachwala właściwości swego organu. Habsburgowie uznawali ten róg za jeden z najcenniejszych skarbów swojej dynastii i do dzisiaj można oglądać go w wiedeńskim Kunsthistorisches Museum.

### Listy autorstwa lub dotyczące Pretwicza
Przetłumaczony oryginalny list (apologia) Pretficza do króla Zygmunta Augusta:

Ja najniższy służebnik Waszej Najjaśniejszej królewskiej Miłości, będąc oskarżony ku Waszej N. K. M. i ku wszem panom Ich M. Radom W. K. M. mego Miłościwego Pana i z inszemi starostami pogranicznemi, dobremi sługami W. K. M. i wszej Rzeczy pospolitej, przez poddane cesarza tureckiego, abo przez samego cesarza, za sprawą tą, którą mu poddani jego dali, dla której rzeczy przestrzeżenia, aby co z tego na potem gorszego nie urosło, wysłać był W. K. M. raczył z Radą J. M. panów Rad Waszej królewskiej, komisarze swe z Rady W. K. M., pany ważne i mądre na czas położony przez posła W. K. M. pana starostę krasnostawskiego z cesarzem tureckim, którzy przyjechawszy gotowi to czynić byli, co było z rozkazania W. K. M., rozeznać wszelkie krzywdy i sądzić, by była strona cesarza tureckiego. Przyjechałem ku W. K. M., swemu Miłościwemu Panu, ponieważ te sprawy nie doszły, które dojść miały,abych W. K. M. swą winność i niewinność przełożył i przyczyny takowego oskarżenia oznajmił, co to W. K. M. wypisuję swemu Miłościwemu Panu, o co proszę, aby W. Kr. M. miłościwie i łaskawie wysłuchać raczył, uważając dla których przyczyn Turcy więcej się na nas sług W. K. M. żałują, a niźli dla tych, której W. K. Miłości cesarz przysłał napisano..."

Dalej w liście-obronie Pretficza do króla:

Ja Najjaśniejszy Miłościwy Królu, jakom ten zamek Bar objął od Jej Królewskiej Miłościwej mej Pani, tedy zawsze jednaki poczet służebników chowam, tak służbę mając jako jej nie mając, co jest dobrze wiadomo J. M. Panu wojewodzie bełzkiemu, ale choć i okrom służby, tedy gdy przyjdzie potrzeba, która się często trafia, gdzie mnie kolwiek J. M. Pan wojewoda obrócić raczy, zawszem gotów iść ze wszystkiemi służebniki swemi naprzeciw każdemu nieprzyjacielowi W. K. M., tak w bytności Jego Miłości i takież w niebytności Jego Miłości. A tak N. M. Królu, nie służąc W. K. M. dlatego, abych się dosłużył którego bogactwa W. K. M., ale abych się dosłużył łaski W. K. M. mego Miłościwego Pana, dla którejm już dawno z młodości swej odważył gardło swe położyć na posługach W. K. M., i z tymi syny rycerskiemi, których przy sobie zabawiam, przeciw każdemu nieprzyjacielowi W. K. M. i tej korony sławnej, a dalibóg, nie tak jako mnie niektórzy rozumieją, tak jako to słycham od niektórych przyjaciół moich...".

Fragment listu królowej węgierskiej Izabeli Jagiellonki do królowej Bony: 

„... O. p. Pretficza, przyczynia się Jej Królewska Mość, aby służbą żołnierską nie był upośledzon, gdyż jest potrzebniejszym i godniejszym od wielu inszych sługą W. Kr. Mości i bo go też król IMci zmarły nad insze nie upośledzał. A ktemu żeby też i na Czeremissów, którzy tejże służby jemu dopomagają, W. Kr. Mość łaskawe baczenie mieć raczyła"

### Legenda i pośmiertna sława
Tatarzy tak się go bali, że matki tatarskie straszyły nim niegrzeczne dzieci. Zaczęto go nazywać Murem Polski i Postrachem Tatarów (Terror Tartarorum). Po śmierci pisali o nim Marcin Kromer, Mikołaj Rej, Marcin Bielski, Szymon Starowolski.
Postać Pretwicza przeszła także do tradycji potocznej. Długo po jego śmierci popularne było powiedzenie "Za Pana Pretfica wolna od Tatar granica".
Ponoć panujący sto lat później król Jan Kazimierz miał w swoim gabinecie umieścić portret Pretwicza, na pamiątkę jego męstwa.

## Upamiętnienie
- Ulica Bernarda Pretficza we Wrocławiu.
- Ulica Bernarda Pretwicza w Winnicy.